# ساعت آذربایجان
ساعت آذربایجان یک برنامهٔ تلویزیونی است که روز‌های شنبه و سه شنبه راس ساعت ۲۱:۰۰ به وقت باکو (۱۸:۳۰ به وقت ایران)از کانال "مدیا تی وی " در مسیر ماهوارهٔ ترک ست پخش می‌شود. در حال حاضر برنامه توسط سردبیر روزنامه ی آزادی ، غنیمت زاهد ،‌اجرا می گردد